# リアル・シング (U2の曲)
「リアル・シング」（Even Better Than the Real Thing）は、U2の1991年アルバム『アクトン・ベイビー』に収録されている曲で、シングルカットされた。

## 概要
Rattle and Humのセッション中にエッジがロサンゼルスで編み出したコーラスーリフからなるThe Real Thingと呼ばれていたデモが元。一度、Desireと一緒にSTSスタジオでレコーディングし、バンドはThe Rolling Stonesを思わせるそのリフに注目していたが（エッジは「マーク・ボランの曲のようだった」ともいっている）、「トラディショナルすぎる」という理由で一旦オクラ入りに。Achtung Babyのベルリンセッションでもほったらかしにされていたが、ダブリンに戻った後、エッジがワウ・ペダルでダブル・オクターブ・スウィーヴのような効果を与えると、一気に形となった。イーノが「There ain't nothing like the real thing」という歌詞に「皮肉が足りない」とクレームを付けたので、ボノが「Even Better Than the Real Thing」と書き換えた。
曲のテーマは「人々が真実ではなく、即物的な満足感を求めている時代」（ボノ）。ヴァージン・グループのリチャード・ブランソンがヴァージン・コーラのCMに使いたがったが（ライバルのコカ・コーラのキャッチフレーズは長年「the real thing」だった）、バンドは断った。
「Mysterious Ways」同様三種類のシングルがリリースされ、B面に多数のリミックスが収録された。特にポール・オーケンフォールド が手がけたThe Perfecto Mixは、全英8位とオリジナルよりもヒットし、同じ曲が同時にチャートインするという現象が起きた。当時、U2の各種リミックスはUK圏のクラブでよく流され、90年代のUKクラブシーンで最も頻繁に耳にする男性ヴォーカルはボノだったいう話もある。後年ボノも「U2の90年代のリミックス盤って結構、お宝になってるんだよね」と述べている。

## 収録曲
Version 1 CD（日本盤）
1. Even Better the Real Thing
2. Salome  
3. Where Did It All Go Wrong
4. Lady with the Spinning Head (Extended Dance Mix) 
Version 2 CD（UK盤）
1. The Perfecto Mix
2. Sexy Dub Mix
3. Apollo 440 Stealth Sonic Remix
4. V16 Exit Wound Remix
5. A440 Vs U2 instrumental Remix 
Version 3（UK盤）
1. Even Better the Real Thing
2. Salome  
3. Where Did It All Go Wrong
4. Lady with the Spinning Head (Extended Dance Mix) 
Version 4（UK盤）
1. The Perfecto Mix
2. Trance Mix
3. Sexy Dub Mix
Version 5（UK盤）
1. Even Better the Real Thing
2. Salome 

## PV

### Verison1
- 監督：ケヴィン・ゴドレイ
- プロデューサー：ライン・ブラウン
- 編集：ジェリー・カーター
- ロケ地：ロンドン
- 撮影日：1992年2月11日
- リリース日：1992年6月10日

最初のロケ地はZooと呼ばれるロンドンの有名なショッピング街・ Carnaby Streetで、2月11日の午後6時から午後9時までの間に行われた。撮影された映像は、U2が店の窓に向かって歌う映像とU2そっくりのバンドが歌う映像の2つである。このU2そっくりバンドDoppelgangersはPVとZoo-TVの中継のためにイギリスのラジオ局がファンからそっくりさんを募って集められたもので、バンド名はボノが付けた。彼らはU2が本当に使っている楽器を使い、Zoo-TVのステージで着た衣装を着ている。
そして12日から14日までバンドと撮影スタッフはPinewood Studiosに入り、バンドが演奏するシーンを撮影した。メンバーの周囲をぐるぐる回る映像は、当時、話題になった。これは「縦回転する映像の撮影方法は…円を描いて回転する軸の先端にカメラを設置。メンバーは溝がある台座に跨って立っていて、その溝をカメラが通ることにより360度回転しても障害がない状況を作り出している。何と言ってもそのカメラが常に中心を向くようにプログラムされていることが画期的」とのこと。コドレイ＆クレームはこの撮影方法で特許を取った。ダンサーも何人か雇われて撮影を行ったが、最終段階で彼女たちのシーンはカットされた。が、その映像のいくつかはEven Better than the Real Thing (The Perfecto Mix)のPVに使われた。

### Verision 2
- 監督：アーモンド・ギャロ、カンパー
- プロデューサー：アーモンド・ギャロ
- デザイン：カンパー
- ロケ地：ロサンゼルス
- 撮影日：1992年5月
- リリース日：1992年7月

Achtung Baby: The Videos, the Cameos, and a whole lot of Interference from Zoo TVに収録。

### Dance Remix
- 監督：リッチー・スマイス
- プロデューサー：ネッド・オハンロン
- 編集：ジェニファー・カルダー
- ロケ地：テネリファ（スペイン）、ロンドン
- 撮影日：1992年7月
- リリース日：1992年6月

スマイスが4日間で作ったPV。ロンドンのPinewood studios、テネリファのBorsalino Night Club、テネリファのカーニバルで撮ったショット、「Mysterious Ways」のPVのためにモロッコのフェズで撮ったショット、「One」のPVのために撮ったバンドが女装しているショットなどが使われている。

### Fish Out of Water Remix
- 監督：ダミアン・ハースト
- サイエンス・プロデューサー：アンナ・キャンポー
- サイエンス・エグゼテイブ・プロデューサー：ジュード・タイレル
- ポスト・プロダクション： The Mill
- ビデオ監督：ステファファン”スマッシャー”・デズメット
- コンテント・クリエイティブ：ルーク・ホールズ
- 写真：ダミアン・ハースト
- ロケ地：グラストンベリー・フェスティバル・ピラミッドステージ（ピルトン）
- 撮影日：2011年6月24日
- リリース日：2011年6月24日

『Achtung Baby』のデラックスエディションがリリースされる際に、「Even Better Than the Real Thing (Fish Out of Water Remix)」をシングルカットする予定で、またグラストンベリーでのパフォーマンスに使うために作られたPV。結局、「Even Better Than the Real Thing (Fish Out of Water Remix)」はシングルカットされなかった。

## リミックス
- The Perfecto Mix (1992)

by Paul Oakenfold, Steve Osborne
(EBTRT, Melon: Remixes for Propaganda, The Best of 1990–2000, Achtung Baby 20th Anniversary Edition収録)
- Trance Mix (1992)

by Paul Oakenfold, Steve Osborne 
(EBTRT, Achtung Baby 20th Anniversary Edition 収録) 
- Sexy Dub Mix (1992)

by Paul Oakenfold, Steve Osborne
(EBTRT 収録)
- Apollo 440 Stealth Sonic Remix(1992)

by Apollo 440
(EBTRT (Remixes), Achtung Baby 20th Anniversary Edition 収録)
- V16 Exit Wound Remix (1992)

by Apollo 440
(EBTRT (Remixes), Achtung Baby 20th Anniversary Edition 収録)
- A440 Vs U2 instrumental Remix(1992)

by Apollo 440
( EBTRT (Remixes) 収録) 
- Fish Out Of Water Remix (2011)

by Declan Gaffney, Matt Paul
(Achtung Baby 20th Anniversary Edition 収録)
- Jacques Lu Cont Mix (2011)

by  Jacques Lu Cont
(AHK-toong BAY-bi Covered 収録)

## カバー
- Dead or Alive (1999) - 80年代にヒットを飛ばしまくっていたUKのニューウエイブバンド

## オマージュ
- Keane - Is It Any Wonder? (2006) 「Even Better Than the Real Thing」のギターリフもPVもパクっている。しかもPVの監督は「Even Better Than the Real Thing」と同じケヴィン・ゴドレイ。完全に確信犯。
- Editors - A Ton of Love (2013)- 「EBTTRT」のギターリフをパクっている。

## B面曲

### Salomé
レコーディング前にボノがスティーブン・バーコフの『サロメ』の舞台を観たことがタイトルの由来。ロバート・プラントが一番好きなU2の曲らしい。「Who's Gonna Ride Your Wild Horses」のシングルにはこの曲のZooromancer Mixが収録されている。

### Where Did It All Go Wrong?
北アイランドのサッカーの英雄ジョージ・ベストが、その最盛期、ブロンド美女を3人従えてホテルのスイートルームにしけこんでいた。ことが終わった後、シャンペンが欲しくなってボーイを呼んだ。しばらくしてボーイがやって来て、シャンペンをテーブルの上に置いた。が、ジョージが財布からお札を出して、チップを渡そうとすると、そのボーイはジョージを一瞥して、「ジョージ、君はどこで道を間違えたんだい？（Where Did It All Go Wrong?）」と言った――というエピソードにインスパイアされて作った曲。

## 評価

### イヤーオブ
- 1992年MTVビデオミュージックアワード最優秀グループビデオ賞
- 1992年MTVビデオミュージックアワード最優秀映像特殊効果賞
- 1992年セレクト年間ベストシングル第21位[10]（Perfecto mix)

### オールタイム
- 1997年Mojo読者が選ぶ90年代ベストソング100第71位[11]